# بيلي هاوس
بيلي هاوس (بالإنجليزية: Billy House)‏ هو ممثل أمريكي، ولد في 7 مايو 1889 في الولايات المتحدة، وتوفي بنفس المكان في 23 سبتمبر 1961 بسبب نوبة قلبية.

## أعمال

### أفلام
- (1935) قصة مدينتين

## وصلات خارجية
- بيلي هاوس على موقع IMDb (الإنجليزية)
- بيلي هاوس على موقع ألو سيني (الفرنسية)
- بيلي هاوس على موقع أول موفي (الإنجليزية)
- بيلي هاوس على موقع قاعدة بيانات برودواي على الإنترنت (الإنجليزية)
- بيلي هاوس على موقع قاعدة بيانات الأفلام السويدية (السويدية)
- بيلي هاوس على موقع قاعدة بيانات الفيلم (الإنجليزية)
- بيلي هاوس على موقع كينوبويسك (الروسية)